# ニューポート'77
ニューポート'77 (Live at Newport '77) は、秋吉敏子＝ルー・タバキンビッグバンドのアルバムである。

## 収録曲
全て穐吉敏子の編曲。イェット・アナザー・ティアのみルー・タバキンの作曲で、他は穐吉敏子の作曲である。
1. ストライヴ・フォー・ジャイヴ (Strive for Jive)  - 9分20秒
2. A-10-205932  - 13分28秒
3. ハンギン・ルース (Hangin' Loose)  - 12分14秒
4. シンス・ペリー／イェット・アナザー・ティア (Since Perry / Yet Another Tear)  - 13分47秒

## 演奏メンバー
- スティーヴン・ハフステッター (Steven Huffsteter)  - トランペット
- ボビー・シュー (Bobby Shew)  - トランペット
- マイク・プライス (Mike Price)  - トランペット
- リチャード・クーパー (Richard Cooper)  - トランペット
- ビル・ライケンバック (Bill Reichenbach)  - トロンボーン
- チャーリー・ローパー (Charlie Loper)  - トロンボーン
- リック・カルヴァー (Rick Culver)  - トロンボーン
- フィル・ティール (Phil Teele)  - バストロンボーン
- ゲイリー・フォスター (Gary Foster)  - アルトサックス
- ディック・スペンサー (Dick Spencer)  - アルトサックス
- ルー・タバキン (Lew Tabackin)  - テナーサックス、フルート
- ゲイリー・ハービッグ (Gary Herbig)  - テナーサックス
- ビヴァリー・ダーク (Beverly Darke)  - バリトンサックス
- ピーター・ドナルド (Peter Donald)  - ドラム
- ドン・ボールドウィン (Don Baldwin)  - ベース
- 穐吉敏子 - ピアノ